# Rejon hołosijiwski
Rejon hołosijiwski (ukr. Голосіївський район) – jeden z prawobrzeżnych rejonów Kijowa, znajduje się w południowej części miasta.
Utworzony w 2001, posiada powierzchnię około 156 km², i liczy ponad 205 tysięcy mieszkańców.